# Sandra Alberti
Sandra Alberti (nombre de nacimiento: María José de Jesús; Zamora, 1955) es una actriz, empresaria y escritora española, actualmente afincada en Madrid. Reconocida por su rol en el cine español de finales de los años 70 y principios de los 80, Alberti ha explorado el mundo del cine, la moda y la literatura en una trayectoria única marcada por la versatilidad y su capacidad de adaptación.

## Carrera cinematográfica
Sandra Alberti se hizo un nombre en el cine español durante una época convulsa y transformadora para la industria, caracterizada por la transición política y social que atravesaba España. Empezó su carrera en 1976, y rápidamente obtuvo papeles en películas que abordan temas controversiales, marcando su fama como una actriz audaz y rompedora de tabúes. Su primer papel destacado fue en *La muerte ronda a Mónica* (1976), interpretando a una joven misteriosa en una discoteca. Este debut la llevó a protagonizar cintas icónicas del género de explotación en España, como *Niñas... al salón* (1977), *El transexual* (1977), *Violación fatal* (1978) y *Escalofrío* (1978), cada una de las cuales cimentó su reputación como una figura clave en la industria del cine de suspenso y terror de la época.
Alberti apareció también en el exitoso largometraje *El último guateque* (1978), una de las películas más recordadas de su carrera y ejemplo representativo del cine de destape. En entrevistas recientes, Alberti ha comentado su visión crítica del tratamiento de los personajes femeninos en el cine "S" (de "sensacionalismo"), afirmando que, aunque tuvo papeles en este tipo de cine, a menudo rechazaba aquellos en los que consideraba que se trataba de forma superficial a la mujer. Entre 1976 y 1979, consolidó su presencia en la industria colaborando frecuentemente con figuras notables del cine español, como el director Juan José Porto y los actores Manuel Zarzo y Luis Barbero.
Además de sus papeles en cine, Alberti participó en televisión, destacándose en la serie *Curro Jiménez* (1976-1978) como Julia, y más recientemente en *El pueblo* (2019-2023), donde interpretó a Eufrasia, una mujer peculiar y carismática que se ganó el cariño de la audiencia.

## Reconocimientos y premios
En 2024, Alberti fue galardonada con el *Premio Mujeres en Unión – Pilar Bardem*, otorgado por la Unión de Actores y Actrices de España. Este prestigioso reconocimiento destacó su labor pionera en el cine, honrando a las actrices que, como Alberti, contribuyeron a transformar el lenguaje y las convenciones de la cinematografía española. Durante la gala de premiación, Alberti expresó su orgullo por haber sido parte de una generación de mujeres que rompieron con las normas establecidas, permitiendo a futuras generaciones de actrices disfrutar de mayor libertad y autenticidad en sus papeles.

## Carrera empresarial y otros proyectos
Tras su retiro del cine en los años 80, Alberti se estableció como empresaria en el mundo de la moda con la apertura de su tienda “Rosa de Madrid”. Este negocio, ubicado en el centro de la capital española, se ha convertido en un lugar de referencia no solo para los amantes de la moda, sino también para quienes recuerdan a Alberti como una figura icónica del cine. Alberti ha utilizado su tienda como un espacio cultural, donde en ocasiones ha colaborado en proyectos cinematográficos independientes, como el cortometraje *Pelucas* (2013), filmado parcialmente en el local.

## Literatura y otras facetas creativas
Sandra Alberti también ha explorado la literatura, publicando en 2012 su novela *Sinfonía del alma*, en la cual reflexiona sobre experiencias personales y temas de carácter introspectivo. La obra fue bien recibida en círculos literarios por su profundidad y su estilo íntimo, en el que Alberti aborda cuestiones de resiliencia, autocuidado y amor propio. En una entrevista, la actriz mencionó que el proceso de escritura fue una vía para procesar experiencias difíciles y compartir sus aprendizajes con otros lectores.

## Filmografía
- 1976 - La muerte ronda a Mónica - Artista rubia en discoteca.
- 1976-1978 - Curro Jiménez (Serie de TV) - Como Julia.
- 1977 - Niñas... al salón - Como Vicky.
- 1977 - El transexual - Como Loti.
- 1977 - La Coquito.
- 1978 - Violación fatal - Como Elena.
- 1978 - Escalofrío - Como Berta.
- 1978 - El último guateque - Como Adriana.
- 1978 - Carne apaleada - Como reclusa rival de Lulú.
- 1978 - Trauma - Como Elena.
- 1979 - Historia de S
- 2015 - Vampiras in the night - Como Condesa.
- 2016 - El último guion (Cortometraje) - Como ella misma.
- 2017 - Los resucitados - Como Wandesa Darbula.
- 2019-2023 - El pueblo (Serie de TV) - Como Eufrasia.
- 2022 - Delirio profundo.

## Obra literaria
- 2012 - Sinfonía del alma. ENDYMION. 2012. ISBN 9788477315476.